# ستاد کل نیروهای مسلح فدراسیون روسیه
ستاد کل نیروهای مسلح فدراسیون روسیه (به روسی: Генеральный штаб Вооружённых сил Российской Федерации, Генштаб) یک ستاد نظامی زیر نظر نیروهای مسلح فدراسیون روسیه است. این ستاد، سازمان فرماندهی نظامی بر ادارهٔ کل نیروهای مسلح و فرماندهی نظارت عملیاتی در نیروهای مسلح زیر مجموعهٔ وزارت دفاع روسیه است. از سال ۲۰۱۲ رئیس ستاد کل، ژنرال ارتش والری گراسیموف و معاون اول سرهنگ نیکولای بوگدانوفسکی بود. ساختمان ستادکل در مسکو، خیابان زنامنکا (Знаменка) در منطقه آربات قرار دارد. همراه با این ساختمان، ساختمان اصلی وزارت دفاع روسیه و چندین ساختمان دفتر مدیریت ستاد در اطراف ساختمان ستاد کل نیروهای مسلح فدراسیون روسیه قرار دارد. وجود این تعداد از ساختمان‌های امنیتی و نظامی در این منطقه اصطلاح «منطقه نظامی آربات» را شکل داده‌است. از همین جهت این اصطلاح برای اشاره به بالاترین فرماندهی عالی نیروهای مسلح روسیه در میان پرسنل نظامی مورد استفاده قرار می‌گیرد.

## تاریخچه
نیروی‌های مسلح شوروی، ستاد کل نیروهای مسلح اتحاد جماهیر شوروی (به روسی:Генеральный штаб Вооружённых сил СССР) نقش اصلی را در هدایت و نظارت بر نیروی مسلح انجام می‌داد.
یک ستاد ارتش سرخ در ابتدا در ۱۹۲۱ شکل گرفت اما جان اریکسون تاریخ‌شناس می‌گوید: تا ۱۹۲۴ این ستاد با یک گروه‌بندی نامناسب با تمرین‌های رزمی، امور روزمره ارتش سرخ و سیاست دفاعی سروکار داشتند، همه و همه بدون هیچ تعریف مشخصی. اریکسون زمان توسعه ستاد را مشخص کرد و به عنوان مغز نظامی شوروی توسط میخائیل فرونزه در فرمان شماره ۷۸ به تاریخ ۱ آوریل ۱۹۲۴ به مقام ریاست ستاد منصوب شد بدین ترتیب تاریخچه ستاد کل شوروی همان‌طور که قرار بود آغاز شد.
در ۲۲ سپتامبر ۱۹۳۵ مسئولین نام ستاد ارتش کارگران و دهقانان (RKKA) را به ستاد کل تغییر دادند که با این عمل ستاد کل امپراتوری روسیه با ساختار قبلی به ادامه فعالیت خود پرداخت.
بسیاری از افسران ستاد ارتش سابق بعنوان بعنوان افسران ستاد کل امپراتوری روسیه
خدمت می‌کردند و تبدیل به افسران ستاد کل اتحاد جماهیر شوروی شده بودند. افسران ستاد کل معمولاً در تمرین‌های رزمی مجرب هستند و اندوخته علمی قابل اطمینانی دارند.
ویلیام اودوم می‌نویسد:

در ازنای جنگ جهانی دوم، ستاد کل به سازمان اصلی تحت امر استالین برای مدیریت عملیاتی نیروی‌های نظامی مبدل شده بود. بعد از جنگ این ستاد به قدرتمندترین مرکز در اکثر جنبه‌ها مثل برنامه‌ریزی نظامی، مأموریت‌ها و تعیین منابع مورد نیاز تبدیل شد. وزیر دفاع تعداد محدودی کارمند برای پشتیبانی خودش داشت و وابستگی شدیدی به ستاد کل داشت. در داخل وزارت دفاع تمامی مسائل مربوط به تخصیص منابع توسط پیش از رجوع به وزیر دفاع توسط رئیس ستاد کل حل می‌شد و در نهایت مورد مشورت گاسپلن (کمیتهٔ برنامه‌ریزی کشور) قرار می‌گرفت و به پولیتبورو (کمیته مرکزی) ارجاع داده می‌شد.

در میان جنگ سرد، ستاد کل شوروی برنامه‌ریزی شوروی برای تهاجم به بلوک غرب را برقرار کرد. این برنامه‌ریزی در مقیاس گسترده‌ای به شکل مخفیانه توسط جاسوسان به اطلاع غرب رسانده شد. یکی از این جاسوس‌ها ریزارد کوکلنیسکی (جاسوس لهستانی ناتو) بود، چندی بعد مستندات این برنامه توسط پژوهشگرانی آلمانی که با پرونده‌های ارتش ملی خلق جمهوری دموکراتیک آلمان کار می‌کردند منتشر شد.
پروژهٔ تاریخ موازی
، که با اسناد تمرین شبیه‌سازی نظامی لهستانی (هفت روز تا رود راین) مرتبط است هم دربارهٔ اسناد این برنامه‌ریزی می‌باشد.
از زمان فروپاشی اتحاد جماهیر شوروی و مخصوصاً از سال ۲۰۰۴ میلادی در ستاد کل و وزارت دفاع روسیه برای مجزا کردن مدیریت نیروی‌های مسلح میان یکدیگر تلاش‌هایی صورت گرفته که غالباً در درگیری‌های شدید بواسطه کشمکش‌های بوروکراتیک واقع شده‌است. گزارش‌ها حاکی از آن است که حال حاضر نقش اصلی ستاد کل در دپارتمان برنامه‌ریزی‌های استراتژیک وزارت دفاع روسیه است و شخص وزیر دفاع شخصاً مسئولیت امور اجرایی را دربارهٔ سربازها به دست گرفته‌است.
با این حال این امر میان برخی مفسران روس مورد مناقشه واقع شده‌است.

## سازمان‌های ستاد کل نیروهای مسلح روسیه
- ادارهٔ اصلی ارتباطات[۷]
- ادارهٔ اصلی عملیاتی[۷]
- ادارهٔ اصلی اطلاعات[۷]
- ادارهٔ اصلی تجهیزات سازمانی[۷]

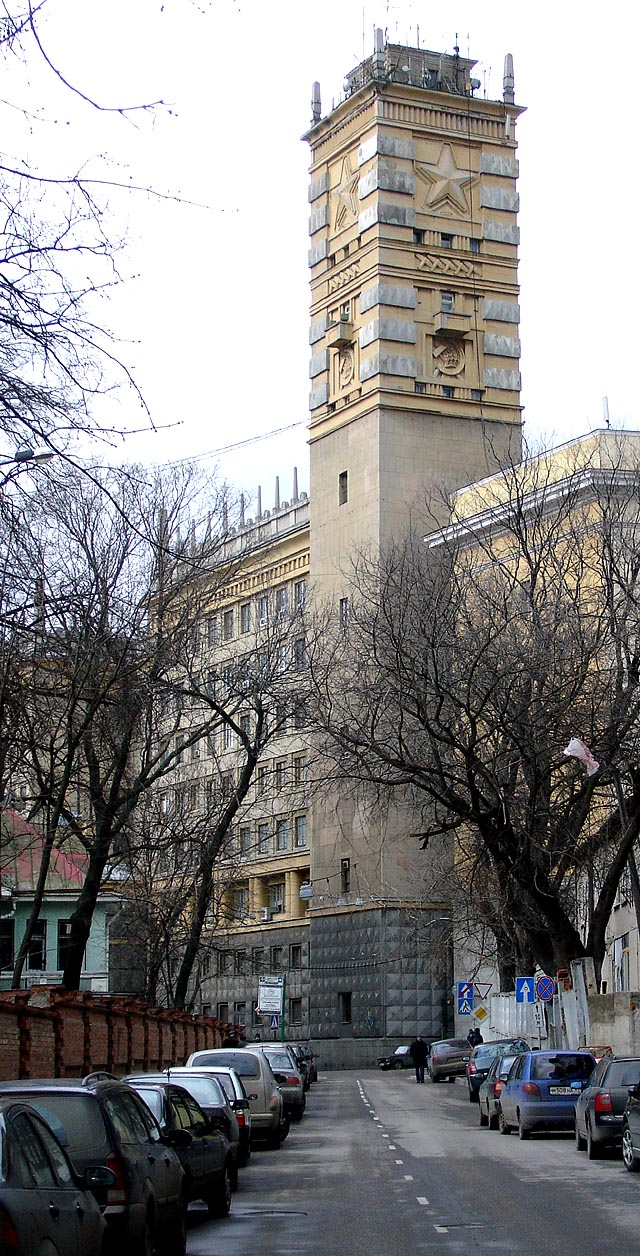
ساختمان سابق ستاد کل، مسکو

- ادارهٔ ریاست سربازان نبرد رادیوالکترونیکی[۷]
- ادارهٔ عارضه‌نگاری نظامی[۷]
- فرماندهی اصلی - نیروی زمینی[۷]
- فرماندهی اصلی - نیروی دریایی[۷]
- فرماندهی اصلی - نیروی هوافضا[۷]
- فرماندهی پدافند هوافضا روسیه[۷]
- نیروی موشکی استراتژیک[۷]
- نیروی هوابرد[۷]
- فرماندهی نیروهای عملیاتی ویژه (KCCO)[۷]
- ادارهٔ آموزش عملیاتی[۷]
- ادارهٔ هشتم[۷]
- ادارهٔ کل دوازدهم[۷]
- ادارهٔ خدامات و ایمنی ارتش[۷]
- ادارهٔ کل دفاع در برابر تشعشعات هسته‌ای، سلاح‌های شیمیایی و بیولوژیکی[۷]
- ادارهٔ کل مهندسی ارتش[۷]
- ادارهٔ اصلی پژوهش‌های زیردریایی[۷]
- پست فرماندهی مرکزی[۷]
- سرویس هواشناسی[۷]